# Max Kobelt
Max Kobelt (ur. 5 stycznia 1941) – szwajcarski zapaśnik walczący w stylu klasycznym. Olimpijczyk z Tokio 1964, gdzie odpadł w eliminacjach w kategorii 87 kg. 
- Turniej w Tokio 1964

Pokonał Filipińczyka Fernando Garcíę a przegrał ze Turkiem Yavuzem Selekmanem i Węgrem Gézą Hollósim.
Brat Rudolfa Kobelta zapaśnika i olimpijczyka z 1964 roku.